# Tours Volley-Ball 2013-2014
Questa voce raccoglie le informazioni riguardanti il Tours Volley-Ball nelle competizioni ufficiali della stagione 2013-2014.

## Organigramma societario
Area direttiva
- Presidente: Jacques Bouhier

Area organizzativa
- Manager generale: Pascal Foussard

Area tecnica
- Allenatore: Mauricio Paes
- Allenatore in seconda: Thomas Royer

## Rosa
| N° | Nome                    | Ruolo | Data di nascita  | Nazionalità sportiva |
| -- | ----------------------- | ----- | ---------------- | -------------------- |
| 1  | Florian Muller          | S     | 28 maggio 1996   | Francia              |
| 2  | Kévin Klinkenberg       | S     | 4 ottobre 1990   | Belgio               |
| 3  | Gérald Hardy-Dessources | C     | 9 febbraio 1983  | Francia              |
| 4  | Soané Falafala          | S     | 16 aprile 1993   | Francia              |
| 6  | David Konečný           | S/O   | 10 ottobre 1982  | Rep. Ceca            |
| 7  | Jean-François Exiga     | L     | 9 marzo 1982     | Francia              |
| 8  | Nuno Pinheiro           | P     | 31 dicembre 1984 | Portogallo           |
| 9  | Nicholas Hoag           | S     | 19 maggio 1992   | Canada               |
| 10 | Phillip Collin          | C     | 28 ottobre 1990  | Germania             |
| 11 | Jayson Jablonsky        | S     | 23 luglio 1985   | Stati Uniti          |
| 12 | Maxime Dillies          | P     | 11 aprile 1984   | Francia              |
| 13 | Kamil Baránek           | S     | 2 maggio 1983    | Rep. Ceca            |
| 14 | Renaud Lachaise         | P     | 12 maggio 1991   | Francia              |
| 15 | David Smith             | C     | 15 maggio 1985   | Stati Uniti          |
| 16 | Lucas Aguenier          | C     | 29 giugno 1995   | Francia              |
| 17 | Victor Le Guennec       | S     | 19 giugno 1994   | Francia              |